# Стадион Генерал Пабло Рохас
Стадион Генерал Пабло Рохас (шп. Estadio General Pablo Rojas) је вишенаменски стадион који се налази у Асунсиону, Парагвај. Највише се користи за фудбал. То је домаћи стадион за фудбалски клуб Серо Портењо. Надимак стадиону Ла Оља дао је бивши председник клуба генерал Пабло Рохас, чије је име понело стадион када је преминуо. Овај стадион је коришћен током Копа Америка 1999. године, где су се играле утакмице Уругваја и Колумбије. Од 2015. године стадион пролази кроз радове на проширењу и преуређењу како би повећао свој капацитет на 45.000 људи.  Стадион има балконе, паркинг за аутомобиле, ресторане и мензе у свим секторима.

## Историја стадиона
Стадион је отворен 24. маја 1970. године. Након инаугурације стадиона 1970. године, уследила је утакмица између Сера Портења и клуба Силвио Петироси, што је била прва утакмица одиграна на стадиону. Стадион је реновиран неколико пута и то 1980, 2009. и између 2015. до 2017. године. Од 1970. године стадион у изворном облику није био потпуно завршен. Југоисточни део остао је отворен као резултат због нерешеног потребног простора. Тек 38 година касније стадион је завршен, додавањем терасе 2009. године.